# 自殺マニュアル
『自殺マニュアル』（じさつマニュアル、The Suicide Manual）は、2003年10月27日渋谷シネ・ラ・セット（2008年1月14日閉館）にて公開されて、日本のホラー映画。86分、カラー。話題となり同年『自殺マニュアル2 中級編』（2003年 小沼雄一監督）が製作され、2004年2月7日新宿シアターアプル（2008年12月31日閉館）にて公開された。
ベストセラー本『完全自殺マニュアル』（著：鶴見済、太田出版）をモチーフにしている。

## 自殺マニュアル

### スタッフ
- 製作：小田泰之
- エグゼクティブプロデューサー：倉谷宣緒
- 監督：福谷修
- プロデューサー：狩野善則、吉永篤史
- 脚本：菅乃廣、福谷修
- 撮影：岡雅一
- 音楽：西村麻聡
- 製作プロダクション：べんてんムービー
- 配給：ベンテンエンタテインメント

### キャスト
- 森下千里：泉川利恵。ローカルTV局のAD
- 水橋研二：橘悠。新米ディレクター
- 中村優子：リッキー。謎の女
- 榊英雄：屋代啓太。利恵と悠の上司
- 堀江慶：西山。刑事
- 安藤希：永沢美希。自殺霊に取り憑かれた女性
- 前田綾花：熊谷ななみ。女子高生
- 戸田昌宏：早瀬時久。霊媒師
- 福原麻由実松本栞。アパートで練炭自殺
- 山口粧太
- 三坂知絵子
- 藤真美穂
- 祖父江唯
- 目黒真希
- 石川伸一郎
- 中川剛志
- 真田幹也：梅沢。鑑識
- 英由佳
- 高橋里奈

## 自殺マニュアル２ 中級編

### スタッフ
- 製作：小田泰之
- エグゼクティブプロデューサー：倉谷宣緒
- 監督：小沼雄一
- プロデューサー：狩野善則
- 脚本：菅乃廣、小沼雄一
- 撮影：岡雅一
- 特殊メイク・造型：広瀬諭
- 音楽：西村麻聡
- 製作プロダクション：べんてんムービー
- 配給：ベンテンエンタテインメント

### キャスト
- 安藤希：桐野メグミ役
- 斉藤陽一郎：辰巳洋介役
- 柳ユーレイ：小寺史浩役
- 中村優子：リッキー役
- 大家由祐子：磯山雅江役
- 松田優：武田役
- 小林且弥：佐々木役
- 三船美佳：斉藤役
- 津田寛治：足立役
- 星ようこ：不知火真知子役
- 山口温：市川ヒトミ役
- 足立紳：篠崎役